# 16.º distrito electoral de Chile
El decimosexto distrito electoral de Chile es un distrito electoral ubicado en la región del Libertador General Bernardo O'Higgins que elige cuatro diputados para la Cámara de Diputados de Chile. La Convención Constitucional que actualmente sesiona en este país, tiene cuatro representantes en este distrito, heredando tanto el sistema electoral como la cantidad de escaños desde la Cámara  de Diputados.
Es una zona eminentemente rural y de actividad agrícola y forestal, con pocos núcleos urbanos de importancia, siendo San Fernando y Santa Cruz los de mayor tamaño en el distrito. Este distrito elige cuatro diputados.

## Composición
El distrito está compuesto por las siguientes comunas:
| - Pichilemu - Marchigüe - Navidad - Litueche - Paredones | - La Estrella - Chimbarongo - San Fernando - Santa Cruz - Chépica | - Lolol - Nancagua - Palmilla - Peralillo - Placilla | - Pumanque - Las Cabras - Peumo - Pichidegua - San Vicente de Tagua Tagua |  |

## Representación
| 2 | 1 | 1 |

| 2 | 1 | 1 |

### Diputados
| Pactos y partidos políticos                                                                                          |
| --- |
| Chile Vamos La Fuerza de la Mayoría Coalición Regionalista Verde Chile Podemos + Nuevo Pacto Social Apruebo Dignidad |

| Periodo | Diputado | Diputado              | Diputado | Diputado                | Diputado                  | Diputado | Diputado | Diputado           | Diputado             | Diputado                        | Diputado                    | Diputado | Mandato                                 |
| ------- | -------- | --------------------- | -------- | ----------------------- | ------------------------- | -------- | -------- | ------------------ | -------------------- | ------------------------------- | --------------------------- | -------- | --------------------------------------- |
| LV      |          | Ramón Barros Montero  |          |                         | Virginia Troncoso Hellman |          |          | Cosme Mellado Pino |                      |                                 | Alejandra Sepúlveda Orbenes |          | 11 de marzo de 2018-11 de marzo de 2022 |
| LVI     |          | Eduardo Cornejo Lagos |          | Carla Morales Maldonado |                           |          |          | Cosme Mellado Pino | Félix Bugueño Sotelo | 11 de marzo de 2022-En el cargo |                             |          |                                         |

### Convencionales Constituyentes
Nicolás Núñez Gangas (FREVS), Ricardo Neumann Bertin (UDI), Adriana Cancino Meneses (PS) y Gloria Alvarado Jorquera (Independiente).